# Division de Chitrakoot
Division de Chitrakoot est une  division administrative de l'État indien de l'Uttar Pradesh.

## Districts
Il est constitué de 4 districts :
- Chitrakoot
- Banda
- Hamirpur
- Mahoba